# 马尔莫拉山
马尔莫拉山（義大利語：Punta La Marmora）是位於義大利撒丁島真纳尔真图山的一座山峰。马尔莫拉山在行政區劃上屬於努奧羅省和奧利亞斯特拉省。马尔莫拉山的海拔高度是1834米，是撒丁島上的最高峰。马尔莫拉山位於撒丁島的地理中心偏東處，可以俯瞰全島美景。在天氣晴好時可以在山上看見撒丁島的大部分海岸線和附近的山峰。